# Romain Sans
Pour les articles homonymes, voir Sans.
Romain Sans, né le 19 mars 1999 à Foix, est un footballeur français qui joue au poste d'arrière gauche au FC Lahti, club de seconde division finlandaise.

## Biographie

### Carrière en club

#### Formation et débuts au FC Sochaux-Montbéliard
Romain Sans commence le football à l'âge de 6 ans, à l'US Mas-d'Azil, le club du village où il vit, avant de rejoindre l'US Lescure pour une saison, à l'âge de 10 ans. A l'âge de 12 ans, Sans intègre le pôle espoir régional de Castelmaurou tout en jouant à l'AS Muret.
A 14 ans, suivi par le FC Sochaux-Montbéliard et le Montpellier HSC, il choisit de rejoindre la Franche-Comté et le centre de formation du FC Sochaux-Montbéliard. Il évolue en U17 Nationaux puis est surclassé en U19 Nationaux. Il joue pour la première fois avec l'équipe réserve d'Omar Daf à l'âge de 17 ans.
Romain Sans dispute son premier match avec l'équipe première du FC Sochaux-Montbéliard (Ligue 2) en décembre 2018, peu après qu'Omar Daf, coach de la réserve où jouait Sans, ait pris les rênes de l'équipe. Il est titularisé et joue l'intégralité de la rencontre FC Sochaux-Montbéliard - FC Lorient (1-0). Le match suivant est le dernier qu'il joue cette saison en Ligue 2.
A la fin de la saison, il signe son premier contrat professionnel avec le FC Sochaux-Montbéliard. Cependant sa saison 2019/2020 tourne court puisqu'il se déchire les ligaments du genou et reprend le football en janvier 2020 alors que la saison se terminera prématurément en mars 2020. Pour sa dernière saison (2020/2021) au FC Sochaux-Montbéliard, il dispute 8 matchs de Ligue 2.

#### Départ à La Berrichonne de Châteauroux
En juin 2021, Sans quitte Sochaux pour Châteauroux, club de National. Il y joue très peu, seulement trois matchs sur deux saisons.

#### Prêt puis départ à l'US Concarneau
Manquant de temps de jeu, Sans est prêté en janvier 2023 à l'US Concarneau où il joue 14 matchs de National sur 15 au cours de la deuxième partie de saison. Il remporte avec son nouveau club le championnat de National. Sans prolonge à l'US Concarneau, maintenant en Ligue 2 et joue le premier match de l'USC face au SC Bastia. Il délivre sa première passe décisive pour Yanis Merdji lors du match nul 1-1 contre Annecy le 2 septembre 2023.
Il quitte le club à la fin de la saison, son départ étant annoncé le 25 juin 2024.

## Statistiques
| Saison                | Club                   | Championnat           | Championnat | Championnat | Championnat | Coupe nationale | Coupe nationale | Coupe nationale | Coupe de la Ligue | Coupe de la Ligue | Coupe de la Ligue | Total | Total | Total |
| Saison                | Club                   | Division              | M.          | B.          | P.d.        | M.              | B.              | P.d.            | M.                | B.                | P.d.              | M.    | B.    | P.d.  |
| 2018-2019             | FC Sochaux-Montbéliard | Ligue 2               | 2           | 0           | 0           | 1               | 0               | 0               | -                 | -                 | -                 | 3     | 0     | 0     |
| 2019-2020             | FC Sochaux-Montbéliard | Ligue 2               | 0           | 0           | 0           | -               | -               | -               | -                 | -                 | -                 | 0     | 0     | 0     |
| 2020-2021             | FC Sochaux-Montbéliard | Ligue 2               | 8           | 0           | 0           | 0               | 0               | 0               | -                 | -                 | -                 | 8     | 0     | 0     |
| Sous-total            | Sous-total             | Sous-total            | 10          | 0           | 0           | 1               | 0               | 0               | 0                 | 0                 | 0                 | 11    | 0     | 0     |
| 2021-2022             | LB Châteauroux         | National              | 2           | 0           | 0           | 0               | 0               | 0               | -                 | -                 | -                 | 2     | 0     | 0     |
| 2022-2023             | LB Châteauroux         | National              | 1           | 0           | 0           | 0               | 0               | 0               | -                 | -                 | -                 | 1     | 0     | 0     |
| Sous-total            | Sous-total             | Sous-total            | 3           | 0           | 0           | 0               | 0               | 0               | 0                 | 0                 | 0                 | 3     | 0     | 0     |
| 2022-2023             | US Concarneau (prêt)   | National              | 14          | 0           | 0           | -               | -               | -               | -                 | -                 | -                 | 14    | 0     | 0     |
| 2023-2024             | US Concarneau          | Ligue 2               | 13          | 0           | 1           | 1               | 0               | 0               | -                 | -                 | -                 | 14    | 0     | 1     |
| Sous-total            | Sous-total             | Sous-total            | 27          | 0           | 1           | 1               | 0               | 0               | 0                 | 0                 | 0                 | 28    | 0     | 1     |
| 2025                  | FC Lahti               | Ykkösliiga            | 1           | 0           | 0           | 1               | 0               | 0               | 1                 | 0                 | 0                 | 3     | 0     | 0     |
| Sous-total            | Sous-total             | Sous-total            | 1           | 0           | 0           | 1               | 0               | 0               | 1                 | 0                 | 0                 | 3     | 0     | 0     |
| Total sur la carrière | Total sur la carrière  | Total sur la carrière | 41          | 0           | 1           | 3               | 0               | 0               | 1                 | 0                 | 0                 | 45    | 0     | 1     |

## Palmarès
- US Concarneau
- National
  - Champion : 2023